# قاچاق انسان در میانمار
قاچاق انسان در میانمار (انگلیسی: Human trafficking in Myanmar) بعنوان یک کشور اصلی برای مردان، زنان و کودکان است که در معرض قاچاق انسان، به ویژه برای کار اجباری و برای زنان و کودکان، جهت فحشا اجباری در کشورهای دیگر قرار دارند، می‌باشد. کودکان میانمار که گرفتار قاچاقچیان می‌شوند، به عنوان فروشنده و گدایی در تایلند تحت فشار هستند. بسیاری از مردان، زنان و کودکان از تایلند، مالزی، چین، بنگلادش، هند و کره جنوبی که برای کار به خارج از کشور مهاجرت می‌کنند، در چنبره قاچاقچیان به بهره‌کشی و استثمار اجباری یا استثمار جنسی تجاری کشانده می‌شوند. شرایط اقتصادی در میانمار بگونه‌ای است که منجر به افزایش مهاجرت قانونی و غیرقانونی شهروندان دیگر کشورها باین کشور شده‌است، اغلب حتی از خاورمیانه که از میانمار خیلی دور است، باین کشور مسافرت می‌کنند. مردان قاچاق شده در معرض کار اجباری در صنایع ماهیگیری و صنعت ساختمان‌سازی در خارج از کشور قرار می‌گیرند. زنان میانمار که برای مقاصد اقتصادی به تایلند، چین و مالزی مهاجرت می‌کنند، در شرایط استثمار و فحشا اجباری قرار می‌گیرند. برخی از افرادی که قربانی قاچاق می‌شوند، از طریق میانمار به بنگلادش، به مالزی، چین، تایلند و فراتر از آن فرستاده می‌شوند.

## اقدامات دولت
دولت هنوز برای مقابله با مشکلات سیستماتیک سیاسی و اقتصادی که موجب می‌شود مردم میانمار به دنبال استخدام از طریق ابزار قانونی و غیرقانونی در کشورهای همسایه باشند، راه حلی نشان نداده‌است. قاچاق داخلی میانمار همچنان جدی‌ترین نگرانی است.
ارتش میانمار به‌طور غیرقانونی از کودکان برای خدمت اجباری استفاده می‌کند، و به عنوان مجرم اصلی استثمار نیروی کار اجباری در میانمار است. استفاده دولت و ارتش از نیروی کار اجباری همچنان یک مشکل بزرگ و جدی است، به ویژه که اعضای گروه‌های اقلیت قومی مانند جمعیت شان، را بکار می‌گیرند. مقامات نظامی و غیرنظامی دولت به‌طور سیستماتیک از مردان، زنان و کودکان برای کار اجباری در توسعه زیرساخت‌ها و فعالیت‌های تجاری و زراعی دولتی و همچنین در حمل و نقل اجباری برای ارتش استفاده می‌کنند. افرادیکه در مناطق با بالاترین حضور نظامی زندگی می‌کنند، از جمله مناطق مرزی دور افتاده که گروه‌های قومی در آنجا ساکن هستند، بیشتر در معرض خطر کار اجباری قرار دارند. ارتش و مقامات نظامی، مردان، زنان و کودکان را وادار به کار اجباری می‌کنند. مردان و پسران ۱۰ ساله به اجبار استخدام می‌شوند تا در ارتش ملی و گروه‌های مسلح قومی از طریق ارعاب، زور، تهدید، و خشونت خدمت کنند. هزاران کودک مجبور به خدمت در ارتش ملی میانمار تحت عنوان خدمت سربازی در ارتش هستند. کودکان فقیر شهری بیشتر در خطر کار اجباری غیرارادی هستند.
گزارش‌های سازمان ملل حاکی از آن است که ارتش میانمار از یتیمان و کودکان در خیابان‌ها و ایستگاه‌های راه‌آهن و نیز راهبان جدید در صومعه‌ها برای استخدام استفاده می‌کند. کودکان اگر موافق پیوستن به ارتش نباشند به زندان تهدید می‌شوند و گاهی از نظر فیزیکی مورد آزار قرار می‌گیرند.
کودکان در معرض کار اجباری در کارگاه‌های چای، صنایع خانگی و کشتزارهای کشاورزی نیز قرار دارند. استثمار کنندگان دختران را به‌منظور بکارگیری در امر فحشا قاچاق می‌کنند، این امر بویژه در مناطق شهری رایج است. در برخی از مناطق، به ویژه مناطقی که تجارت قاچاق بین‌المللی زنان و دختران رایج است، دولت میانمار تلاش‌های قابل توجهی را انجام می‌دهد. با این وجود، در میانمار، و در برخی از مناطق، بیشتر به ویژه در زمینه کار اجباری، دولت میانمار از حداقل استانداردهای حذف قاچاق انسان تبعیت نمی‌کند. استفاده گسترده رژیم از کار اجباری و عدم پاسخگویی به استخدام سربازان کودک، عامل مهم و دلیلی برای مشکل قاچاق وسیع در میانمار است.

## موضع‌گیری‌ها
دفتر نظارت و مبارزه با قاچاق انسان در وزارت امور خارجه ایالات متحده آمریکا این کشور را را در سال ۲۰۱۷ در رده دوم "Tier2" کشورهای (مبارزه با قاچاق انسان) قرار داده‌است.